# Wsiewołod (Majdanski)
Wsiewołod Kołomijcew-Majdanski (ur. 10 grudnia 1927 w Kaliszu, zm. 16 grudnia 2007) – ukraiński arcybiskup, ordynariusz jednej z trzech eparchii Ukraińskiego Kościoła Prawosławnego Stanów Zjednoczonych. 
Odbył studia z teologii prawosławnej w Warszawie i medyczne w Australii. Był wykładowcą kolegium medycznego w Nowym Jorku; święcenia kapłańskie przyjął dopiero w wieku 58 lat. Na biskupa Wsiewołod został konsekrowany w 1987, był ordynariuszem eparchii zachodniej Ukraińskiego Kościoła Prawosławnego w USA.